# Blair A. Rudes
Blair A. Rudes (Gloversville, Nova York, 18 de maig de 1951 — Charlotte (Carolina del Nord), 16 de març de 2008) fou un lingüista estatunidenc conegut pel seu treball en llengües ameríndies.

## Biografia
D'ascendència irlandesa i abenaki, Rudes va estudiar a l'Escola Elemental Piseco i a la Wells Central High School, després va anar a la Universitat Estatal de Nova York a Buffalo, on va obtenir un doctorat en lingüística el 1976. Fou professor associat d'anglès a la Universitat de Carolina del Nord a Charlotte. Rudes va reconstruir la llengua algonquina de Virgínia per a ser usada en 2005 a la pel·lícula El nou món. Rudes va morir d'un atac de cor en 2008.